# Strah (film, 1974)
Strah je slovenski dramski film iz leta 1974 v režiji in po scenariju Matjaža Klopčiča. Dogajanje je postavljeno v Ljubljano leta 1895. Franc se s skupino žensk vrne v Ljubljano in odpre bordel, ki kmalu postane priljubljen, toda sledi Ljubljanski potres.

## Igralci
- Radmila Andrić kot Jelisaveta
- Jožica Avbelj
- Ivo Ban kot Simon
- Danilo Bezlaj kot Adolf
- Polde Bibič kot Painter Albert
- Milena Dravić kot Karolina
- Janez Eržen
- Marjeta Gregorač kot Diana
- Pavle Jeršin
- Vida Juvan kot Mara
- Predrag Laković
- Branko Miklavc
- Milena Muhič kot Gaby
- Anton Petje kot Klein
- Radko Polič kot David Misson
- Jurij Souček kot sodnik Vaclav
- Neda Spasojević kot Mulatto
- Ljuba Tadić kot Franc
- Dare Ulaga kot doktor Gregorič
- Stevo Žigon kot Blagot Balasica
- Milena Zupančič kot Ana